# Emil Lindh
Emil Alexander Lindh, surnommé Nisse, né le 15 avril 1867 à Helsinki en Uusimaa en Finlande et mort le 3 septembre 1937 dans la même ville, est un skipper finlandais. 

## Palmarès

### Jeux olympiques
- Médaille de bronze en 8 mètres JO en 1912 (avec Arthur Ahnger, Bertil Tallberg, Gunnar Tallberg et Georg Westling).

## Parenté dans le sport
Son fils, Tor-Kristian Lindh, est aussi skipper.